# Lill-Skaltjärnen (Föllinge socken, Jämtland)
Lill-Skaltjärnen är en sjö i Krokoms kommun i Jämtland och ingår i Indalsälvens huvudavrinningsområde.